# In the Now
In the Now è il secondo album in studio del cantautore britannico Barry Gibb, pubblicato nel 2016.
Il precedente disco in studio da solista di Gibb, noto come membro dei Bee Gees, ossia Now Voyager, è uscito nel 1984.

## Tracce
Testi e musiche di Barry Gibb, Stephen Gibb, Ashley Gibb.
1. In the Now – 4:51
2. Grand Illusion – 4:40
3. Star Crossed Lovers – 3:18
4. Blowin' a Fuse – 4:44
5. Home Truth Song – 5:07
6. Meaning of the Word – 4:31
7. Cross to Bear – 6:00
8. Shadows – 4:33
9. Amy in Colour – 4:26
10. The Long Goodbye – 2:38
11. Diamonds – 5:17
12. End of the Rainbow – 4:09

Edizione deluxe - Tracce bonus
1. Grey Ghost – 4:23
2. Daddy's Little Girl – 3:14
3. Soldier's Son – 5:03